# Барятинский, Дмитрий Михайлович Чермный
Дмитрий Михайлович Барятинский Чермный — князь, воевода во времена правления Михаила Фёдоровича и Алексея Михайловича.
Сын князя и воеводы Михаила Фёдоровича Барятинского и княжны Марии Ивановны урождённой Колычева.

## Биография
Пожалован из жильцов в стряпчие (05 мая 1643). Был на службе в Белгороде и Ливнах в полку боярина и воеводы, князя Никиты Ивановича Одоевского, а затем в Мценске у князя Алексея Никитича Трубецкого  (1646). Пожалован стольником (1647). Сопровождал Государя: к Троице (май 1650), в Звенигород (сентябрь 1650), в село Коломенское (сентябрь 1650), в село Покровское (декабрь 1650), Троице-Сергиев монастырь (май 1651), в село Хорошево (апрель 1652). Послан воеводой в Шацк (1653), при чём назван "Чермным". Был в Рижском походе в полку Государя, и следовал за ним от Полоцка до Смоленска и от Смоленска до Москвы (1656). Воевода в Вязьме (1657-1658).
За ним с братом Иваном Михайловичем числились поместья: Бушманово, Коростели и Шекшиха в Суздальском уезде, Козляково в Московском уезде.
По родословной росписи князей Барятинских показан бездетным.